# Ethan Cutkosky
Ethan Francis Cutkosky (St. Charles, 1999. augusztus 19. –) amerikai színész, zenész. Legismertebb alakítása Carl Gallagher a Shameless – Szégyentelenek című Showtime-sorozatban és Barto A túlvilág szülötte című horrorfilmben.

## Fiatalkora és tanulmánya
1999. augusztus 19-én született az Illinois állambeli Campton Hillsben, Yvonne Cabrera Cutkosky tanárnő és David Cutkosky számítógépes szoftvermérnök gyermekeként. Cutkosky édesanyja mexikói származású. A Campton Hills-i Bell Graham Elementary Schoolba, illetve az Illinois-i Thompson Middle Schoolba járt. Továbbá az illinois-i St. Charles East High Schoolba is járt.

## Pályafutása
Cutkosky négyéves korában kezdett el fotóhirdetéseket készíteni, hogy édesanyjával együtt tölthessék az időt. Néhány reklám után felkérték reklámokhoz, majd filmekhez való meghallgatásra. Első filmszerepét nyolcévesen kapta meg, amikor Vince Vaughn mellett játszotta Carlt a Télbratyó (2007) című karácsonyi vígjátékban. Kilencéves korában egy Barto nevű mitikus szellemet alakított A túlvilág szülötte (2009) című természetfeletti horrorfilmben, ahol Gary Oldman mellett alakíthatott.
2009-ben Cutkosky-t választották ki a Shameless – Szégyentelenek című Showtime-sorozatban Carl Gallagher szerepére, aki a második legfiatalabb Gallagher testvér és a legnagyobb bajkeverő. A Shameless 11 évadon keresztül futott 2021-ig, és jelenleg a Showtime történetének leghosszabb ideig futó sorozata.
Cutkosky folyamatosan bővíti művészi karrierjét, 2018-ban létrehozta saját divatmárkáját, a Khaotic Collective-ot, és zenét is készít. 2021. július 16-án adta ki kislemezét, az „Erase Me”-t.

## Magánélete
2017. november 6-án Cutkosky-t letartóztatták ittas vezetésért Los Angelesben. Elfogadta a vádalkut, és a vádakat ejtették.

## Filmográfia

### Filmek
| Év   | Magyar cím                | Eredeti cím     | Szerep        | Magyar hang    |
| ---- | ------------------------- | --------------- | ------------- | -------------- |
| 2007 | Télbratyó                 | Fred Claus      | Carl          |                |
| 2009 | A túlvilág szülötte       | The Unborn      | Barto         | nem szólal meg |
| 2010 | Meggyőződés               | Conviction      | szomszéd fiú  |                |
| 2022 |                           | Alex/October    | Josh          |                |
| 2025 |                           | Going Places    | Otis          |                |
| 2025 | Happy, a flúgos golfos 2. | Happy Gilmore 2 | Wayne Gilmore | Györgyi Márton |

### Televíziós sorozatok
| Év         | Magyar cím                               | Eredeti cím                       | Szerep               | Megjegyzés                                                                                      |
| ---------- | ---------------------------------------- | --------------------------------- | -------------------- | ----------------------------------------------------------------------------------------------- |
| 2011–2021  | Shameless – Szégyentelenek               | Shameless                         | Carl Gallagher       | - főszereplő (134 epizód) - magyar hangja Killin Bertalan (1-5. évad) Bogdán Gergő (6–11. évad) |
| 2014; 2022 | Esküdt ellenségek: Különleges ügyosztály | Law & Order: Special Victims Unit | Henry Mesner         | 1 epizód                                                                                        |
| 2020       |                                          | Power                             | Thomas Egan fiatalon | 1 epizód                                                                                        |
| 2022       |                                          | The Conners                       | Caleb Goldufski      | 1 epizód                                                                                        |